# Parafia św. Maksymiliana Marii Kolbego w Głowience
Parafia św. Maksymiliana Marii Kolbego w Głowience – parafia rzymskokatolicka znajdująca się w archidiecezji przemyskiej w dekanacie Krosno III. Prowadzą ją Franciszkanie Konwentualni.

## Historia
Głowienka powstała prawdopodobnie już na początku XIII wieku. W 1959 roku ks. Bronisław Jastrzębski proboszcz Krośnieńskiej Fary zbudował drewniany barak, ale władze komunistyczne nakazały rozbiórkę. W 1970 roku Głowienka została przydzielona do parafii franciszkanów w Krośnie. 
We wrześniu 1970 roku o. Jan Górny rozpoczął katechizację w domu prywatnym, a później zamieszkał w Głowience i zakupił dom z przeznaczeniem na punkt duszpasterski. 1 września 1971 roku w tym domu zamieszkał i prowadził katechizację, a 5 września ap Ignacy Tokarczuk, polecił odprawiać niedzielne msze święte. Dom katechetyczny był za mały, dlatego bez zgody władz państwowych, powiększono go. W lipcu 1973 roku zbudowano murowane ściany, na których posadowiono dach, a drewniane ściany usunięto.
27 maja 1974 roku bp Ignacy Tokarczuk poświęcił kościół pw. św. Maksymiliana Kolbego. 30 stycznia 1975 roku została erygowana parafia, z wydzielonego terytorium parafii Franciszkanów w Krośnie. W lipcu 1976 roku dobudowano prezbiterium z zakrystią. W 1977 roku rozpoczęto budowę domu zakonnego. 15 grudnia 1983 roku został erygowany klasztor Franciszkanów Konwentualnych w Głowience. W 1992 roku ukończono rozbudowę kościoła, a 13 sierpnia 1995 roku abp Józef Michalik dokonał konsekracji kościoła.
Na terenie parafii jest 2 200 wiernych.
Proboszczowie parafii:
1975. o. Jan Górny OFMConv.
1975–1981. o. Tarzycjusz Cwykiel OFMConv.
1981–1989. o. Edward Wróbel OFMConv.
1989–1992. o. Władysław Kulig OFMConv.
1992–1996. o. Zdzisław Łempicki OFMConv.
1996–2001. o. Witold Kuźma OFMConv.
2001–2008. o. Marian Godek OFMConv.
2008–2012. o. Zbigniew Kluska OFMConv.
2012–2020. o. Jarosław Karaś OFMConv.
2020– nadal o. Krzysztof Kozioł OFMConv.